# 住田萌乃
住田 萌乃（すみだ もえの、2008年〈平成20年〉3月29日 - ）は、日本の女優、元子役。
大阪府生まれ、兵庫県出身。ジョビィキッズプロダクション所属。音楽ユニット「Foorin」の元メンバー。

## 来歴
母がDVDで見ていた『Mother』で芦田愛菜の演技に感銘を受け、3歳から芦田と同じジョビィキッズプロダクションに所属して子役として活動を開始する。2013年（平成25年）、5歳の時に『たべものがたり 彼女のこんだて帖』でデビューし、複数のオーディションに合格してドラマやCMに出演した。『Woman』で主演・満島ひかりの、『家族狩り』で主演・松雪泰子の幼少期を演じ、『明日、ママがいない』では芦田とも共演を果たす。
2014年度（平成26年度）後期のNHK連続テレビ小説『マッサン』に出演しマッサンとエリー夫妻の養女・亀山エマの幼少期を演じ、豊かな表情や細かなしぐさなどの感情表現が評価された。その後も『視覚探偵 日暮旅人』、『ON 異常犯罪捜査官・藤堂比奈子』などに出演している。ギブスンの戯曲『奇跡の人』を翻案した文化庁芸術祭賞テレビ・ドラマ部門大賞受賞作『奇跡の人』では、生まれながらに目と耳が不自由な子どもという難役を演じて「演技派子役」とも称される。2019年（令和元年）度後期のNHK連続テレビ小説『スカーレット』では戸田恵梨香演じるヒロインの末妹・川原百合子の少女期を演じる。
一方で、2018年（平成30年）より、東京2020公認プログラムである「〈NHK〉2020応援ソングプロジェクト」による応援ソング『パプリカ』を歌う、米津玄師により結成された小学生5人のユニット「Foorin（フーリン）」のメインボーカルを務めていた。「Foorin」メンバーとして2019年（令和元年）末の『第61回日本レコード大賞』にて日本レコード大賞を受賞してりりこ、ちせとともに同賞史上初の小学生での受賞者となり、さらに『第70回NHK紅白歌合戦』にも出演した。

## 人物
- 特技はピアノ、英語、手話、水泳、体操[2]。
- 憧れの女優は芦田愛菜[11]。

## 出演

### テレビドラマ
- たべものがたり 彼女のこんだて帖 第13回（2013年6月9日、NHK BSプレミアム） - 玉乃井珠希（幼少期） 役
- Woman 第9話・最終話（2013年8月28日・9月11日、日本テレビ） - 青柳小春（幼少期） 役
- ハニー・トラップ 第4話（2013年11月9日、フジテレビ） - 少女 役
- 明日、ママがいない 第1話（2014年1月15日、日本テレビ） - 藤谷月姫 役
- 家族狩り 第1話（2014年7月4日、TBS） - 氷崎游子（幼少期） 役
- 連続テレビ小説（NHK総合）
  - マッサン 第13週 - 第18週（2014年12月22日 - 2015年2月7日） - 亀山エマ（幼少期） 役
  - スカーレット 第6週 - 第7週（2019年11月4日 - 11月16日） - 川原百合子（少女期） 役[7]
- 37.5℃の涙 第7話（2015年8月20日、TBS） - 岡野梨奈 役
- 視覚探偵 日暮旅人（2015年11月20日、日本テレビ） - 百代灯衣 役[12][13][14]
  - 視覚探偵 日暮旅人（2017年1月22日 - 3月19日）[15][16][17]
- 美しき三つの嘘「ムーンストーン」（2016年1月4日、フジテレビ） - 大庭万桜 役
- 奇跡の人（2016年4月24日 - 6月12日、NHK BSプレミアム） - 鶴里海 役[18][19][20]
- ON 異常犯罪捜査官・藤堂比奈子 第3話（2016年7月26日、関西テレビ） - 吉田遙香 役[21][22]
- いつまでも白い羽根 第6話 - 最終話（2018年5月12日 - 26日、東海テレビ） - 八木友香 役
- バカボンのパパよりバカなパパ 第1回（2018年6月30日、NHK総合） - 赤塚りえ子（幼少期） 役[23][24]
- メゾン・ド・ポリス 第8話（2019年3月1日、TBS） - 館林桃香 役
- 遺留捜査スペシャル（2019年10月3日、テレビ朝日） - 牧村花 役
- 恋はつづくよどこまでも（2020年1月14日 - 3月17日、TBS） - 白浜杏里 役[25]
- ひきこもり先生（2021年6月12日 - 7月10日、NHK総合） - 松山ちひろ 役
- 二月の勝者-絶対合格の教室-（2021年10月16日 - 12月18日、日本テレビ） - 大森紗良 役[26]
- 大岡越前6 第七回「母子の真実」（2022年6月24日、NHK BSプレミアム） - おさよ 役（真面目な行商人・おるい〈演 - 宮本真希〉の一人娘）
- ママはバーテンダー〜今宵も踊ろう〜（2023年1月19日 - 3月9日、BS-TBS） - 星野愛菜 役[27]
- ブラッシュアップライフ（2023年1月8日 - 3月12日、日本テレビ） - 米川美穂（中学生時代） 役[28]
- バントマン 第6話・第7話（2024年11月17日・23日、東海テレビ・フジテレビ系） - 藤堂絢音 役[29]
- ホットスポット（2025年1月12日 - 3月16日、日本テレビ） - 遠藤若葉 役[28]
- 家政夫のミタゾノ 第7シーズン 第7話（2025年2月25日、テレビ朝日） - 二宮桃子 役[30]

### 配信ドラマ
- 銭形警部 真紅の捜査ファイル STORY1（2017年2月10日、Hulu） - 沙羅 役[31]
- Jimmy〜アホみたいなホンマの話〜（2018年7月20日、Netflix） - マキ 役

### その他のテレビ番組
- ワーズハウスへようこそ（2017年4月1日 - 、日本テレビ） - 五十音かるた 役[32]
- あさイチ（2020年5月19日 - 、NHK総合） - Foorin

### ラジオ番組
- 中高生の基礎英語 in English（2024年4月1日 - 、NHKラジオ第2）

### 映画
- 湯を沸かすほどの熱い愛（2016年10月29日、クロックワークス） - 幸野双葉（幼少期） 役
- グレーの子パンダ 小さなグレートの成長日記（2018年2月17日、さらい） - ナレーション
- パパはわるものチャンピオン（2018年9月21日、ショウゲート） - 早川りんご 役

### 吹き替え
- ジュラシック・ワールド/炎の王国（2018年7月13日、東宝東和） - メイジー・ロックウッド 役（イザベラ・サーモン）[33][34][35][36]
- ジュラシック・ワールド/新たなる支配者（2022年7月29日、東宝東和） - メイジー・ロックウッド、シャーロット・ロックウッド（幼少期） 役[37]

### CM
- シャープ プラズマクラスター（2013年）
- 花王
  - リセッシュ（2013年）
  - キュキュット 「キュキュット 濃密泡篇」（2015年4月）
- イトーヨーカ堂
  - デザインランドセル（2015年6月）[38]
  - イトーヨーカドークリスマス2015（2015年11月）[39]
- 読売新聞 よみうり購読サポート（2017年6月）
- P&G ファブリーズ（2017年 - ）[40]